# Enture
Une enture désigne toute combinaison d'assemblage en bout dans le travail du bois ou du métal. En construction navale traditionnelle on parlait d'écart.
Le mot enture est une contraction du vieux terme abouture qui désigne l'assemblage de deux pièces en bouts.

## Forme
Enture se trouve dans les locutions suivantes, avec leurs traductions en anglais :
- enture à chameaux[3];
- enture à enfourchement (slit and tongue splice)[4];
- enture à goujon (plug-tenon joint)[5];
- enture à gradins (stepped splice)[6];
- enture à joint à clé (keyed splice)[7];
- enture à mi-bois (halving)[8];
- enture à mi-bois à sifflet (halved scarf joint)[9];
- enture à queue et endent (notch joint)[10];
- enture à recouvrement, joint à chevauchement, (lapped splices)[11].
- enture à sifflet, joint à mi-bois (scarf joint)[12];
- enture à simple tenon (single tenon splice)[13].
- enture à tête (ferrule splice)[14]
- enture à trait de Jupiter, joint à mi-bois;
- enture dentelée droite (comb joint)[15];
- Enture digiforme (finger joint)[16].

## Enture digiforme
Le bois abouté ou bois à entures multiples, appelé aussi bois jointé  est un bois d'ingénierie fabriqué à partir de courtes pièces de bois sec dont les extrémités sont emboîtées et collées les unes aux autres à l'aide d'un adhésif hydrofuge, afin de former une pièce de bois unique et plus longue. L'enture digiforme ou enture dentelée droite est l'assemblage en bois habituellement utilisé pour obtenir un bois abouté.